# Пражская весна (фестиваль)
Международный музыкальный фестиваль «Пражская весна» (чеш. Mezinárodní hudební festival Pražské jaro) — фестиваль академической музыки, ежегодно проходящий в Праге.
Впервые проведён в 1946 г. в связи с 50-летием Чешского филармонического оркестра как культурное событие национального масштаба, под патронатом президента Чехословакии Эдварда Бенеша. С 1947 г. в рамках фестиваля проводится конкурс молодых музыкантов по самым разным специальностям (конкурс по каждой специальности может иметь собственное название в честь того или иного выдающегося чешского музыканта; так, самая первая премия 1947 года, так и не доставшаяся никому, носила имя Яна Кубелика). С 1952 г. традицией фестиваля стало открытие 12 мая, в годовщину смерти Бедржиха Сметаны, исполнением его цикла симфонических поэм «Моя Родина». Традиционным местом проведения фестивальных концертов является Рудольфинум, значительная часть концертов проходит также в Зале имени Сметаны пражского Общественного дома.

## Лауреаты конкурса
| 1947 | скрипка                                               | премии за три первых места не присуждены                                                                                 |
| 1948 | фортепиано                                            | Эми Бехар (Болгария) Бернар Флавиньи (Франция)                                                                           |
| 1949 | скрипка                                               | Игорь Безродный (СССР) вторая премия — Виктор Пикайзен                                                                   |
| 1950 | виолончель                                            | Мстислав Ростропович (СССР) Даниил Шафран (СССР) вторая премия — Яков Слободкин                                          |
|      | струнный квартет                                      | Квартет Московской консерватории (СССР)                                                                                  |
| 1951 | фортепиано                                            | Глеб Аксельрод (СССР) Марина Слесарева (СССР) вторая премия — Маргарита Фёдорова                                         |
| 1952 | конкурс не проводился                                 | |
| 1953 | флейта                                                | Александр Корнеев (СССР) Лев Перепёлкин (СССР) Франтишек Чех (Чехословакия)                                              |
|      | гобой                                                 | Тивадар Бантай (Венгрия) Станислав Духонь (Чехословакия) Владимир Курлин (СССР)                                          |
|      | кларнет                                               | Божена Кубицова (Чехословакия) вторая премия ― Михаил Измайлов (СССР)                                                    |
|      | фагот                                                 | Ашот Абаджян (СССР) Лев Печерский (СССР)                                                                                 |
|      | валторна                                              | Виталий Буяновский (СССР) Степан Вишневский (СССР)                                                                       |
| 1954 | сопрано                                               | Стефания Войтович (Польша) Криста Цизе (ГДР) Мария Штейнерова (Чехословакия) Милада Шубертова (Чехословакия)             |
|      | меццо-сопрано                                         | первая премия не присуждена вторая премия — Ярослава Добра                                                               |
|      | контральто                                            | Аннели Аарика (Финляндия) Радка Гаева (Болгария)                                                                         |
|      | тенор                                                 | Любомир Бодуров (Болгария)                                                                                               |
|      | баритон                                               | Николай Гаубич (Болгария) Дьёрдь Мелиш (Венгрия) Николае Херля (Румыния)                                                 |
|      | бас                                                   | Александр Милковски (Болгария) Вацлав Галирж (Чехословакия)                                                              |
| 1955 | виолончель                                            | Саша Вечтомов (Чехословакия) Михаил Хомицер (СССР) Йозеф Хухро (Чехословакия)                                            |
| 1956 | скрипка                                               | Борис Гутников (СССР) Валерий Климов (СССР)                                                                              |
| 1957 | фортепиано                                            | Антон Гинзбург (СССР) Зденек Гнат (Чехословакия) Алексей Скавронский (СССР) третья премия Валерий Шацкий (СССР)          |
| 1958 | орган                                                 | Вацлав Рабас (Чехословакия)                                                                                              |
| 1959 | флейта                                                | Зденек Брудерханс (Чехословакия) Мишель Дебост (Франция) Ян Гецль (Чехословакия)                                         |
|      | гобой                                                 | Жак Вандевиль (Франция) Лотар Кох (ФРГ)                                                                                  |
|      | кларнет                                               | Петер Рикхоф (ГДР) Аурелиан Октав Попа (Румыния)                                                                         |
|      | фагот                                                 | первая премия не присуждена вторая премия — Ари ван Лисебет                                                              |
|      | валторна                                              | Борис Афанасьев (СССР) Анатолий Дёмин (СССР)                                                                             |
| 1960 | мужской вокал                                         | первая премия не присуждена вторая премия — Юрий Мазурок                                                                 |
|      | женский вокал                                         | Вера Соукупова (Чехословакия)                                                                                            |
| 1961 | виолончель                                            | Наталия Гутман (СССР) вторая премия Наталья Шаховская (СССР)                                                             |
| 1962 | труба                                                 | Валентин Юдин (СССР) вторая премия — Валентин Малков и Анатолий Максименко                                               |
|      | валторна                                              | Йозеф Бразда (Чехословакия) Петер Дамм (ГДР) Ярослав Котулан (Чехословакия) третья премия — Зденек Тылшар и Арвид Клишан |
|      | тромбон                                               | Зденек Пулец (Чехословакия) третья премия — Виктор Баташов                                                               |
| 1963 | фортепиано                                            | Румяна Атанасова (Болгария)                                                                                              |
| 1964 | скрипка                                               | Григорий Фейгин (СССР) Иван Штраус (Чехословакия)                                                                        |
| 1965 | композиция для оркестра                               | Борис Тищенко (СССР) |
|      | композиция для струнного квартета                     | первая премия не присуждена                                                                                              |
|      | композиция для хора                                   | Фаусто Рацци (Италия) Ромуальд Твардовский (Польша)                                                                      |
| 1966 | орган                                                 | Отфрид Миллер (Германия) Петр Совадина (Чехословакия)                                                                    |
| 1967 | мужской вокал                                         | Георгий Селезнёв (СССР)                                                                                                  |
|      | женский вокал                                         | первая премия не присуждена вторая премия — Дитер Акер                                                                   |
| 1968 | флейта                                                | Валентин Зверев (СССР) вторая премия — Джеймс Голуэй                                                                     |
|      | гобой                                                 | Иржи Каняк (Чехословакия) Морис Бург (Франция)                                                                           |
|      | кларнет                                               | Валерий Безрученко (СССР)                                                                                                |
|      | фагот                                                 | Владимир Богорад (СССР)                                                                                                  |
|      | валторна                                              | Зденек Тылшар (Чехословакия) вторая премия — Игорь Лифановский                                                           |
| 1969 | конкурс не проводился                                 | |
| 1970 | виолончель                                            | Борис Пергаменщиков (СССР) вторая премия — Юлий Туровский                                                                |
| 1971 | орган                                                 | первая премия не присуждена вторая премия — Камила Клугарова и Эдгар Крапп                                               |
| 1972 | скрипка                                               | Богуслав Матоушек (Чехословакия) Римма Сушанская (СССР) третья премия — Аркадий Винокуров                                |
| 1973 | мужской вокал                                         | первая премия не присуждена                                                                                              |
|      | женский вокал                                         | первая премия не присуждена                                                                                              |
|      | фортепиано                                            | Валерий Вишневский (СССР)                                                                                                |
| 1974 | флейта                                                | Александр Майоров (СССР) вторая премия — Александр Голышев                                                               |
|      | гобой                                                 | Раду Кису (Румыния) вторая премия — Александр Афанасьев                                                                  |
|      | кларнет                                               | Богуслав Заградник (Чехословакия)                                                                                        |
|      | фагот                                                 | Люмир Ванек (Чехословакия) Иржи Зейдль (Чехословакия) вторая премия — Андрис Арницанс                                    |
|      | валторна                                              | Станислав Суханек (Чехословакия) Джон Макдоналд (Канада)                                                                 |
|      | труба                                                 | Владислав Коздерка (Чехословакия) вторая премия — Ги Мишель Туврон (Франция)                                             |
|      | тромбон                                               | Габриэль Мадас (Чехословакия) вторая премия — Борис Виноградов                                                           |
| 1975 | струнный квартет                                      | первая премия не присуждена вторая премия — Струнный квартет Калининской филармонии                                      |
| 1976 | скрипка                                               | Ченек Павлик (Чехословакия)                                                                                              |
|      | виолончель                                            | Даниэль Вейс (Чехословакия) Татьяна Заварская (СССР) вторая премия — Франсуа Ги                                          |
| 1977 | флейта                                                | Сергей Бубнов (СССР) |
|      | гобой                                                 | Ян Адамус (Чехословакия)                                                                                                 |
|      | кларнет                                               | Франтишек Блага (Чехословакия) вторая премия — Андрей Казаков                                                            |
|      | фагот                                                 | Сватоплук Чех (Чехословакия) вторая премия — Андрис Арницанс                                                             |
| 1978 | валторна                                              | Зденек Дивоки (Чехословакия)                                                                                             |
|      | труба                                                 | Владимир Рейлек (Чехословакия) Зденек Шедивы (Чехословакия)                                                              |
|      | тромбон                                               | Первая премия не присуждена вторая премия — Мишель Беке                                                                  |
|      | партия Марженки в опере Б.Сметаны «Проданная невеста» | Радмила Смилянич (Югославия)                                                                                             |
|      | партия Еника в опере Б.Сметаны «Проданная невеста»    | первая премия не присуждена                                                                                              |
| 1979 | струнный квартет                                      | Квартет Пражаков (Чехословакия)                                                                                          |
|      | орган                                                 | первая премия не присуждена вторая премия — Джеймс Кибби                                                                 |
| 1980 | виолончель                                            | Микаэль Эрикссон (Швеция) третья премия — Сергей Ролдугин                                                                |
| 1981 | флейта                                                | первая премия не присуждена                                                                                              |
|      | гобой                                                 | первая премия не присуждена                                                                                              |
|      | кларнет                                               | Властимил Мареш (Чехословакия) третья премия — Иван Оленчик (СССР)                                                       |
|      | фагот                                                 | Любош Гуцек (Чехословакия)                                                                                               |
| 1982 | валторна                                              | Первая премия не присуждена третья премия — Александр Раев                                                               |
|      | труба                                                 | Андрей Иков (СССР) |
|      | тромбон                                               | Карл Ленте (США) |
| 1983 | виолончель                                            | Михал Канька (Чехословакия)                                                                                              |
| 1984 | струнный квартет                                      | первая премия не присуждена                                                                                              |
|      | орган                                                 | Алеш Барта (Чехословакия)                                                                                                |
| 1985 | дирижирование                                         | Пьер Мишель Дюран (Франция)                                                                                              |
| 1986 | мужской вокал                                         | Штефан Маргита (Чехословакия)                                                                                            |
|      | женский вокал                                         | первая премия не присуждена вторая премия — Дагмар Пецкова и Ливия Агова                                                 |
|      | флейта                                                | первая премия не присуждена                                                                                              |
|      | гобой                                                 | Либена Секвардтова (Чехословакия) третья премия — Жан-Луи Капеззали                                                      |
|      | кларнет                                               | Филипп Кюпе (Франция) |
|      | фагот                                                 | Серджио Адзолини (Италия)                                                                                                |
| 1987 | скрипка                                               | Иван Женаты (Чехословакия)                                                                                               |
|      | валторна                                              | Первая премия — Индржих Петраш (Чехословакия)                                                                            |
|      | труба                                                 | Уильям Форман (США) |
|      | тромбон                                               | Первая премия — Иржи Новотны (Чехословакия)                                                                              |
| 1988 | фортепиано                                            | Сергей Тарасов (СССР) вторая премия — Сергей Мильштейн                                                                   |
|      | струнный квартет                                      | Квартет имени Вигана (Чехословакия)                                                                                      |
| 1989 | виолончель                                            | первая премия не присуждена третья премия — Анна Гастинель                                                               |
|      | орган                                                 | Мартин Зандер (ФРГ) |
| 1990 | дирижирование                                         | первая премия не присуждена вторая премия — Цзинь Ван                                                                    |
| 1991 | флейта                                                | Андреа Либеркнехт (Германия)                                                                                             |
|      | гобой                                                 | Диана Догерти (Бельгия) вторая премия — Франсуа Лелё                                                                     |
|      | кларнет                                               | первая премия не присуждена                                                                                              |
|      | фагот                                                 | Ярослав Кубита (Чехословакия)                                                                                            |
| 1992 | скрипка                                               | Нацуми Тамаи (Япония) |
|      | валторна                                              | Первая премия не присуждена третья премия — Радек Баборак (Чехословакия)                                                 |
|      | труба                                                 | Йенс Линдеманн (Канада) третья премия — Вольфганг Бауэр (Германия)                                                       |
|      | тромбон                                               | Первая премия не присуждена вторая премия — Оливер Зиферт (Германия)                                                     |
| 1993 | фортепиано                                            | Джованни Беллуччи (Италия)                                                                                               |
| 1994 | виолончель                                            | первая премия не присуждена                                                                                              |
|      | орган                                                 | Павел Черны (Чехословакия)                                                                                               |
|      | клавесин                                              | Жори Виникур (Франция)                                                                                                   |
| 1995 | дирижирование                                         | первая премия не присуждена                                                                                              |
|      | композиция                                            | Шарлотта Зайтер (Германия)                                                                                               |
| 1996 | флейта                                                | Татьяна Руланд (Германия)                                                                                                |
|      | гобой                                                 | Штефан Шилли (Германия)                                                                                                  |
|      | кларнет                                               | Паоло Бельтрамини (Италия)                                                                                               |
|      | фагот                                                 | первая премия не присуждена                                                                                              |
| 1997 | скрипка                                               | первая премия не присуждена                                                                                              |
|      | валторна                                              | Первая премия не присуждена вторая премия — Алессио Аллегрини                                                            |
|      | труба                                                 | Первая премия не присуждена вторая премия — Габор Болдоцки                                                               |
|      | тромбон                                               | Первая премия не присуждена Вторая премия — Даниэль Брешински                                                            |
| 1998 | фортепиано                                            | Мартин Касик (Чехия) |
|      | струнный квартет                                      | Квартет «Прометей» (Италия)                                                                                              |
| 1999 | орган                                                 | первая премия не присуждена                                                                                              |
|      | клавесин                                              | первая премия не присуждена                                                                                              |
| 2000 | дирижирование                                         | Чарльз Оливьери-Монро (Канада)                                                                                           |
|      | виолончель                                            | Пану Луосто (Финляндия)                                                                                                  |
| 2001 | флейта                                                | Дора Шереш (Венгрия) |
|      | гобой                                                 | Калев Кульюс (Эстония)                                                                                                   |
| 2002 | кларнет                                               | Катержина Вахова (Чехия)                                                                                                 |
|      | фагот                                                 | Матиас Рац (Германия) |
| 2003 | скрипка                                               | первая премия не присуждена                                                                                              |
|      | труба                                                 | Юлиан Зоммерхальдер (Швейцария)                                                                                          |
| 2004 | тромбон                                               | Первая премия не присуждена вторая премия — Дмитрий Андреев                                                              |
|      | фортепиано                                            | Иво Каганек (Чехия) |
| 2005 | клавесин                                              | Морварид Фарбуд (США) |
|      | струнный квартет                                      | Квартет имени Хааса (Чехия)                                                                                              |
| 2006 | виолончель                                            | первая премия не присуждена                                                                                              |
|      | орган                                                 | первая премия не присуждена                                                                                              |
| 2007 | дирижирование                                         | Кшиштоф Урбаньский (Польша)                                                                                              |
|      | валторна                                              | Кристоф Эсс (Германия)                                                                                                   |
| 2008 | гобой                                                 | Иван Подъёмов (Россия)                                                                                                   |
|      | кларнет                                               | Флоран Шарпантье (Франция)                                                                                               |
| 2009 | флейта                                                | Денис Буряков (Россия)                                                                                                   |
|      | фагот                                                 | Вацлав Вонашек (Чехия)                                                                                                   |
| 2010 | скрипка                                               | Марианна Васильева (Россия)                                                                                              |
|      | труба                                                 | Александр Бати (Франция)                                                                                                 |
| 2011 | фортепиано                                            | Первая премия не присуждена                                                                                              |
|      | тромбон                                               | Первая премия не присуждена вторая премия — Николя Мутье третья премия — Алексей Лобиков                                 |
| 2012 | виолончель                                            | Виктор Жюльен-Лаферьер (Франция)                                                                                         |
|      | клавесин                                              | Александра Непомнящая (Россия)                                                                                           |

Во втором издании Большой советской энциклопедии имелась статья «Пражская весна» о данном музыкальном фестивале, но в третье издание энциклопедии, которая выходила уже после ввода советских войск в Чехословакию в 1968 году, эта статья не попала по цензурным соображения.